# Pachinko (TV-serie)
Pachinko är en amerikansk dramaserie vars första säsong hade premiär den 25 mars 2022. Första säsongen bestod av åtta avsnitt. Den andra säsongen har en planerad premiär den 26 april 2024. Serien är baserad på Min Jin Lee roman med samma namn från 2017.

## Handling
Serien kretsar kring en sydkoreansk familj som bestämmer sig för att lämna sitt hemland.

## Rollista i urval
- Youn Yuh-jung - Kim Sunja 
  - Kim Min-ha - Sunja, som tonåring
  - Yu-na - Sunja, som barn
- Soji Arai - Baek Mozasu
- Jin Ha - Solomon Baek
- Han Jun-woo - Baek Yoseb
- Jeong In-ji - Yangjin
- Jung Eun-chae - Kyunghee
- Lee Min-ho - Koh Hansu
- Kaho Minami  Etsuko
- Jimmi Simpson - Tom Andrews
- Louis Ozawa - Mamoru Yoshii
- Takahiro Inoue - Arimoto
- Park Hye-jin - Han Geum-ja
- Yoshio Maki - Katsu Abe
- Martin Martinez - Angelo
- Ryotaro Sugimoto - Tetsuya
  - Dakatade Shoumin - Tetsuya, som tonåring
- Mari Yamamoto - Hana
  - Jung Ye-bin - Hana, som tonåring